# Мёнджон (правитель Корё)
Мёнджон (кор. 명종, 明宗, Myeongjong) — 19-й правитель корейского государства Корё, правивший в 1170—1197 годах. Имя — Хо (кор. 호, 晧, Ho). Второе имя — Чидан.
Посмертный титул — Хванмён Кванхё-тэван.